# El Cerro (Sevilla)
El Cerro del Águila es un barrio de Sevilla que data de la primera mitad del siglo XX , perteneciente al distrito Cerro-Amate. Se encuentra situado al sureste de la ciudad y sus límites son el paseo Rocío del Cerro al noroeste, la avenida de Hytasa al suroeste, la calle Ocho de marzo al sureste y la avenida de los Gavilanes y la calle Tarragona por el norte. Los barrios que lo rodean son Ciudad Jardín al noroeste, Rochelambert y la Plata al norte, las Águilas al este y al sur delimita con el polígono industrial Hytasa y la barriada de Hispalis al suroeste. Otros barrios aledaños de posterior creación son Rochelambert, la Plata, las Águilas o Padre Pío. 

## Toponimia
El Cerro del Águila fue el nombre comercial empleado en la venta de parcelas del antes llamado Cerro de Santa Bárbara. Otros editores alegan la abundancia de estas aves que en otro tiempo había en este relieve geográfico, una de las zonas más elevadas de la ciudad de Sevilla.[cita requerida]

## Historia
El origen de este barrio se encuentra en la década de los años veinte del siglo pasado cuando la familia Armero inició la venta por parcelas de una parte del cortijo Maestre Escuela delimitada por el arroyo Tamarguillo, la vereda del Juncal, los cortijos de Su Eminencia y Palmete y el camino de Santa Bárbara. La primera venta se realizó en marzo de 1922 en la calle Virgilio Mattoni esquina con la avenida de Hytasa y de forma progresiva se fueron vendiendo parcelas y construyendo el barrio por sus propietarios. Para 1939 se había completado casi en su totalidad el proceso de venta.
En 1941, se produjo la explosión del polvorín de Santa Bárbara en los aledaños de El Cerro que produjo varias víctimas y la afectación de más de 300 viviendas.
El barrio situado en la ribera izquierda del arroyo Tamarguillo, cuyo cauce se desvió en los años sesenta, se inundaba frecuentemente al no contar con ningún tipo de defensa en esa orilla. En 1961, durante la conocida como riada del Tamarguillo, la última gran inundación sufrida por la ciudad de Sevilla, el Cerro del Águila quedó completamente anegado como consecuencia del desbordamiento de este arroyo .

## Urbanismo
El Cerro del Águila mantiene un trazado de calles lineales, obra del arquitecto Juan Talavera y Heredia con manzanas rectangulares, con tres vías que lo recorren de noroeste a sureste desde la Ronda del Tamargillo hasta calle Ocho de marzo que son cortadas por otra serie de calles más cortas de dirección noreste-suroeste que mueren en la actual avenida de Hytasa. La arteria central del barrio es Afán de Ribera que mantiene la mayor actividad comercial. 
Los inmuebles originales eran viviendas unifamiliares autoconstruidas de bastante profundidad, fachada relativamente estrecha y alturas diversas, adaptadas a las parcelas vendidas. Con el transcurso del tiempo se han construido algunas viviendas plurifamiliares con no más de 4 plantas.

## Comunicaciones
La línea 12 del antiguo tranvía de Sevilla que llegaba hasta Nervión se prolongó hasta el Cerro del Águila para comunicar con el centro de la ciudad. Actualmente dos líneas de autobuses urbanos recorren el barrio, la línea 26 y la línea 38, además de la línea 2 que comunica el este y oeste de la ciudad pasa por los límites del barrio a través de la Ronda del Tamarguillo. Se encuentran también cercanas las paradas de metro de Cocheras, La Plata y Amate de la Línea 1. En vehículo privado desde las SE-30 se puede llegar al barrio mediante las salidas por la avenida de la Paz e Ingeniero la Cierva.
| LÍNEA | Trayecto                                           | Zona          |
| ----- | -------------------------------------------------- | ------------- |
| 2     | Barqueta > Heliópolis                              | Transversales |
| 25    | Prado San Sebastián > Rochelambert                 | Radial oeste  |
| 26    | Prado San Sebastián > Cerro del Águila             | Radial este   |
| 38    | Prado San Sebastián > Universidad Pablo de Olavide | Radial sur    |

## Comercio
En el barrio destaca el pequeño comercio de tradición familiar. La mayoría de ellos se encuentran en Afán de Ribera y la calle José María de Pereda, conocida por los cerreños como la calle “de la plaza”, por encontrarse en ésta el mercado de Abastos. El popular mercadillo del Cerro ha sido otro elemento de dinamización económica y social durante muchos años. Situado tradicionalmente en las calles del polígono industrial HYTASA, el entorno de lo que fue la  fábrica textil del barrio y su motor de desarrollo económico durante décadas, fue trasladado hasta el final de la avenida de Hytasa en los aledaños del barrio junto al nuevo parque Guadaira. Se celebra las mañanas de todos los domingos. En los mismos terrenos todos los sábados se configura otro mercado popular, pero éste dedicado a objetos de segunda mano, donde coleccionistas y aficionados se afanan en busca de una oportunidad.[cita requerida]

## Monumentos y sitios de interés
- El Antiguo Matadero de Sevilla, construido en 1916, es de estilo neomudéjar y sus ladrillos vistos con azulejos y teja plana lo convierten en un edificio representativo de la arquitectura regionalista sevillana. Fue proyectado por José Sáez y López. Actualmente es sede de un Conservatorio de Música, un Colegio de Educación Primaria, un Instituto de Bachillerato y la Delegación de Educación de la Junta de Andalucía.
- Mercado del Cerro del Águila.
- Parroquia de Nuestra Señora de los Dolores. Bendecida el 15 de septiembre de 2002, vino a sustituir a la antigua parroquia, derribada en 1997 debido a su deterioro. Es sede de las Hermandades de Ntra. Sra. de los Dolores y Ntra. Sra. del Rocío del Cerro del Águila.

## Infraestructuras
El barrio cuenta con un centro deportivo en la avenida de Hytasa que dispone de varios pabellones cubiertos, piscina climatizada, campo de fútbol de albero, campo de fútbol de césped artificial, 12 pistas de tenis, 4 pistas de baloncesto, 2 pistas polideportivas para fútbol sala y balonmano, 2 pistas de hockey patines (1 interior y 1 exterior de terrazo), etc.
En el barrio también cuenta con el centro de salud de las Águilas, centro de día para mayores Las Águilas ( www.uedsevilla.com ), el polígono industrial de Hytasa, además de diferentes zonas comerciales como Alcampo, varios supermercados (Mercadona, Día, Lidl, etc) o una tienda outlet de El Corte Inglés.
En materia educativa, existe un colegio infantil privado, el Toribio de Velasco, varios colegios públicos, el colegio Emilio Prados o el Ortiz de Zúñiga (sobre el Antiguo Matadero Municipal), varios colegios concertados, como el colegio Ruemy o el colegio Ruiz Elías, entre otros. Para secundaria el barrio cuenta con el IES Ciudad Jardín o el IES Diamantino García Acosta.
El barrio cuenta con un parque, el parque Estoril, conocido como parque Chino. Próximo al barrio podemos encontrar el parque Ribera del Guadaira, con 40 hectáreas de zonas verdes. Dentro de los límites del barrio se encuentra la Consejería de Educación.

## Festejos
El Martes Santo es el día festivo por excelencia en el barrio, debido a la salida de la Hermandad de El Cerro, con el Nazareno de la Humildad, el Cristo del Desamparo y Abandono y la Virgen de los Dolores. Durante este día, los vecinos se echan a la calle para acompañar a la Hermandad durante su estación de penitencia a la catedral de Sevilla. En mayo/junio la Hermandad del Rocío del barrio realiza su camino hasta la aldea del Rocío (Huelva) y se celebra el Corpus por las calles del barrio. En el mes de septiembre, coincidiendo con los cultos a la Virgen de los Dolores (la patrona del barrio), se celebra la velá del Cerro, festejo con más de 70 años de historia. Hasta el año 1987, la Virgen de los Dolores procesionaba el último domingo del mes, cuando aún no era hermandad de penitencia. En la actualidad, en el segundo domingo de este mes, la Virgen realiza un Rosario de la Aurora, en el cual cada año va alternando el itinerario para así poder visitar a todos los vecinos.

## Cerreños Ilustres
- Salvador Távora, actor y director de teatro.
- Diamantino García, fue un cura obrero fundador del Sindicato de Obreros del Campo. Aunque natural de Salamanca, vivió durante años en el Cerro del Águila, donde tiene dedicada una calle y un instituto a su nombre.
- Pepe Suero, popular cantautor andaluz, nacido en la localidad de Lora del Río, aunque residente desde su infancia en este barrio sevillano.
- Diego Puerta, torero y ganadero del barrio del Cerro, tristemente fallecido en noviembre de 2011.
- Francisco Carrera Iglesias, popularmente conocido como Paquili. Bordador sevillano, nacido en 1957 en la calle Lisboa del Barrio del Cerro del Águila. Además de diseñar y bordar innumerables enseres para la Semana Santa de España, Paquili ha trabajado con grandes firmas como Loewe o Victorio & Lucchino. Tiene una calle dedicada a su nombre en el barrio, muy cerca de donde nació, y fue hermano mayor de la hermandad de El Cerro

## Deporte
El barrio cuenta con un equipo de fútbol, el AD Cerro del Águila. La Federación Andaluza de Fútbol tiene su sede en el Cerro del Águila.
También cuenta con un equipo de balonmano llamado "Unión Sevilla", la cual entrena en el Centro Deportivo Hytasa

## Medios de comunicación
El Cerro del Águila es el único barrio de la ciudad que cuenta con un periódico propio, llamado “A vista de águila”, fundado a finales del siglo pasado.